# Oratorio della Compagnia della Santissima Annunziata (San Giovanni Valdarno)
L'ex oratorio della Compagnia della Santissima Annunziata, detto anche la Nunziatina, è un edificio religioso, anticamente sede della Compagnia della Santissima Annunziata, che si trova a San Giovanni Valdarno in via Giovanni da San Giovanni n. 65.

## Storia
L'esistenza di una Societas Virginis Marie a San Giovanni Valdarno è documentata già nel Trecento e l'archivio della Compagnia conservato presso l'Archivio di Stato di Firenze contiene documenti che vanno dal 1456 al 1783.
Giuseppe Maria Alberti, che indica come anno di fondazione della Compagnia della SS. Annunziata il 1516, così descrive la sede della Compagnia:
«È fabbricata tal compagnia in figura quadrilatera, con una bellissima volta alla volterrana per la parte di sopra; e, negl'ovati della suddetta volta, vi sono dipinti, per mano di Bello buono, i misteri dolorosi e gaudiosi di nostro Signor Gesù Christo.
L'altare di detta Compagnia è tutto di pietra, fatto con bellissima architettura.
La tavola di detto altare, esprimente la Santissima Nonziata, è dipinta per mano del suddetto pittore.
Accanto alla chiesa, v'è una bellissima stanza ove s'adunano i confratelli di detta compagnia, per deliberare circa gl'affari spirituali ed economici della medesima».
La Compagnia della Santissima Annunziata fu soppressa da Pietro Leopoldo nel 1783. Nel ventesimo secolo l'edificio è stato usato per molti anni come garage per le ambulanze della Misericordia di San Giovanni Valdarno.
Dal 2019 la chiesetta è di proprietà privata.